# Polvorón

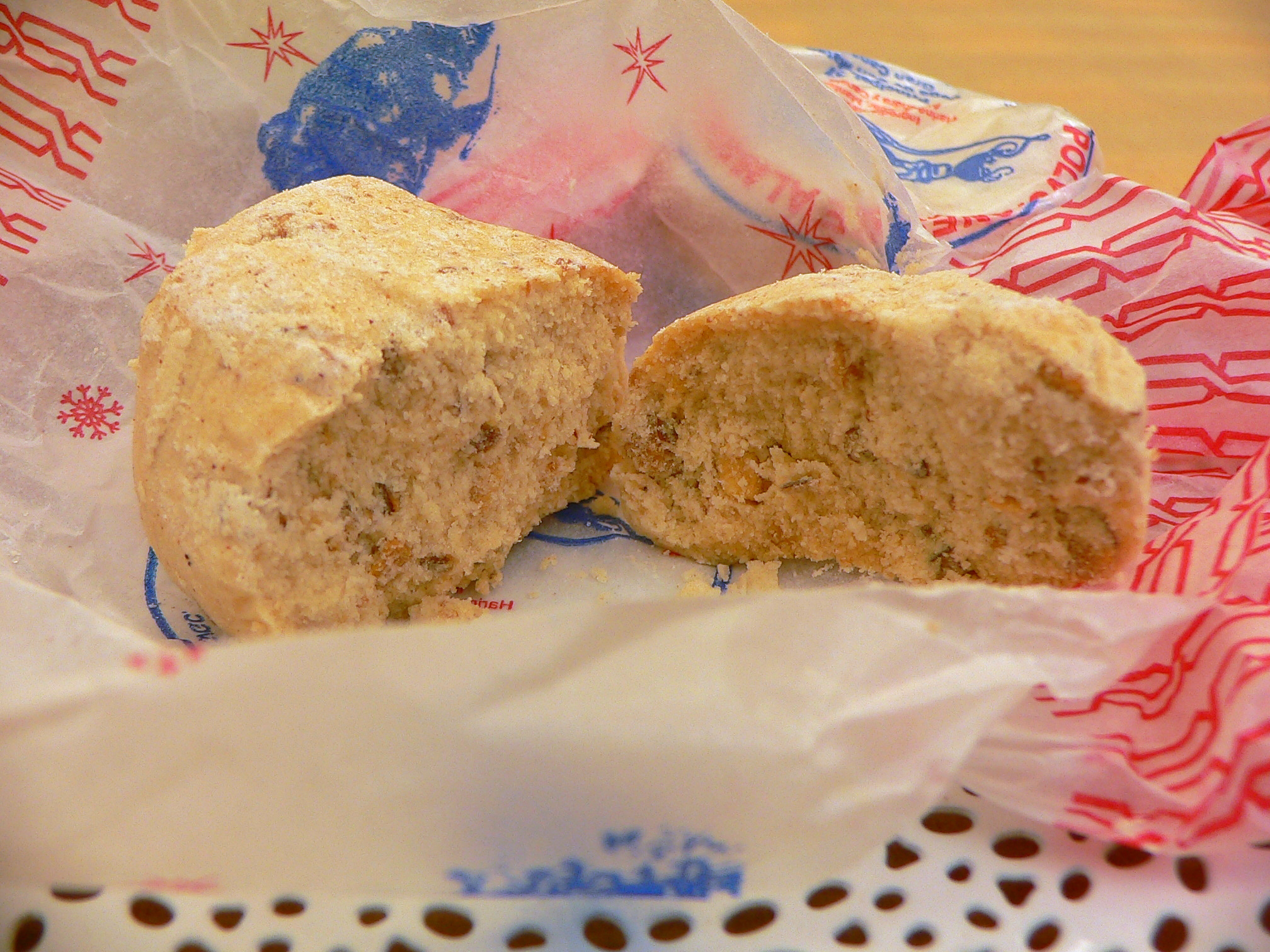
Polvorón.

Le polvorón est une spécialité culinaire espagnole faite notamment de sucre,, farine,, graisse animale de vache ou de porc, et cannelle,. C'est une pâtisserie très friable dans laquelle sont parfois ajoutées des amandes en poudre.